# Осокины
Осокины — несколько дворянских родов, один из которых столбовой. Другие роды Осокиных занесены в третью часть родословных книг Казанской и Калужской губерний. Герб дворян Осокиных принадлежит отставному гвардии прапорщику Гавриилу Осокину (04.12.1833 г.) и его потомству.

## Происхождение и история столбового рода
Потомство Осокиных, Рюриковичи, происходят от фоминского князя Константина Юрьевича. У его было три сына и все Фёдоры:
1. Князь Фёдор Константинович Большой по прозванию Красный — женат на дочери князя Фёдора Святославовича — Евпраксии Фёдоровне, после того, как великий князь Симеон Иванович Гордый, после свадьбы отказался от неё. Родоначальники родов: Травины, Скрябины, Осокины, Пырьевы, Вепревы и другие.
2. Князь Фёдор Константинович по прозванию Слепой — родоначальник дворянских родов Карповы, Долматовы-Карповы, Ложкины, Бокеевы.
3. Князь Фёдор Константинович Меньшой — родоначальник князей Козловские, дворянских родов Ржевские и Толбузины.

Князь Фёдор Константинович Красный имел четырёх сыновей: Михаил Крюк, Иван Собака, Борис Вепрь и Иван Уда, которые княжеским титулом уже не писались. У Ивана Фёдоровича  Собаки сыновья: Василий и Семён Иванович по прозванию Трава — родоначальник дворян Травины, который имел сыновей: Сольмана, Ивана и Григория, сыновья которого — Григорий Григорьевич по прозванию Осока — родоначальник дворян Осокины, а Василий Григорьевич по прозванию Скряба — родоначальник дворян Скрябины. У Григория Григорьевича Осоки сын Пырей — родоначальник дворян Пырьевы.
В Бархатной книге и в родословных книгах дальнейшая поколенная роспись дворян Осокиных отсутствует.
Иван Григорьевич Осока Травин получил в кормление от великих московских князей половину города Зубцова, в 1491 году владел селом Ивановским Вышегородского стана Волоцкого уезда, которое его вдова Елена (в монашестве Евфимия) продала Иосифову Волоколамскому монастырю.
В конце XV и начале XVI веков Осокины имели крупные землевладения в Волоцком, Нерхотском и других уездах, а также — в Великом Новгороде.
В XVII веке был известен дьяк в Великом Новгороде Семён (Семейка) Васильевич Осокин, который описывал земли и поместья Солигаличского и других уездов; его потомство записано в Синодике Успенского Собора.

### Осокины, упомянутые в различных источниках
- Осокин Отовай — сын боярский, в январе 1495 года вместе с боярами послан сорок третьим в Вильно при дочери великого князя Ивана III Васильевича — княжне Елене Ивановне, для её бракосочетания с великим литовским князем Александром Ягеллончиком.
- Осокин Иван — в феврале 1500 года, на свадьбе дочери великого князя Ивана III — княжны Феодосии Ивановны и Холмского Василия Даниловича, был дружка и первым для посылок.
- Осокин Никон — в феврале 1500 года, на свадьбе дочери великого князя Ивана III — княжны Феодосии Ивановны и Василия Даниловича Холмского, был дружкой и вторым для посылок.
- Осокин Дятел — в 1536 году второй при строении города Заволочье на Велиже.
- Осокин Иван — в 1540 году второй ключник в Нижнем Новгороде.
- Осокин Пётр Юрьевич — в 1550-1551 годах первый городничий в Смоленске.
- Осокин Василий Дятлович — зимой 1577 года послан пятым головою войск левой руки под Колывань.
- Осокин Лазарь Дмитриевич — в марте 1609 года послан воеводою из Новгорода в Псков для усмирения бунта и не доходя до города разбил бунтующих в двух боях, в 1634 году показан дворянином Деревской пятины, ранен в бою с поляками под Смоленском.

## Известные представители в XVIII-XIX веках
Многочисленное потомство Ивана Осоки позднее образовало целый ряд дворянских родов в разных губерниях (Казанской, Калужской и др.).
В XVIII веке представители купеческого рода Осокиных прославились, как зачинатели медеплавильной и железоделательной промышленности, организаторы добычи поваренной соли, производства сукна. В 1779 этот род стал дворянским.
Более поздние представители Осокиных стали талантливыми писателями, учёными, художниками, преподавателями, врачами.
- Осокин, Пётр Игнатьевич (?—?) — балахнинский купец, хлеботорговец, подрядчик, солевар, — основатель и совладелец горных заводов на Урале[3].
- Осокин, Гавриил Полуектович (?—1757) — двоюродный брат Петр Игнатьевича, балахнинский купец, основатель и совладелец горных заводов на Урале[3].
  - Осокин, Иван Гаврилович (?—?) — сын Гавриила Полуектовича, совладелец горных заводов на Урале[3].
  - Осокин, Пётр Гаврилович (?—?) — сын Гавриила Полуектовича, совладелец горных заводов на Урале[3].
    - Осокин, Иван Петрович (? — 30 июня 1808 года) — сын Петра Гавриловича, подполковник, коллежский советник, владелец горных заводов на Урале[3].
    - Осокина, Елизавета Ивановна (?—1813) — жена Ивана Петровича, совладелица горных заводов на Урале[3].
      - Осокин, Пётр Иванович (?—1810) — сын Ивана Петровича и Елизаветы Ивановны, коллежский асессор, совладелец горных заводов на Урале[3].
      - Осокин, Гаврила Иванович (?—?) — сын Ивана Петровича и Елизаветы Ивановны, прапорщик, совладелец горных заводов на Урале[3].
        - Осокин, Александр Гаврилович (?—?) — сын Гаврила Ивановича, губернский секретарь, владелец Омутнинских заводов. В 1848 году продал заводы Пастуховым[3].